# Салтан (река)
Са́лтан (англ. Sultan River) — река на северо-западе центральной части штата Вашингтон, США. Протекает через территорию округа Снохомиш. Приток реки Скайкомиш, которая в свою очередь является одной из двух составляющих реки Снохомиш. В верхнем течении течёт в юго-западном направлении; в среднем течении на реке располагается водохранилище Спада, сформированное плотиной Калмбак, которое является основным источником питьевой воды для города Эверетт. Ниже водохранилища река Салтан течёт в западном направлении, а в нижнем течении поворачивает на юго-запад. Впадает в Скайкомиш в городе Салтан. Основные притоки включают реки Элк-Ривер и Уильямсон-Крик.
Длина реки составляет 48 км; площадь бассейна — 207 км². Средний расход воды — 21 м³/с.